# کنیستوتا (داکوتای جنوبی)
کنیستوتا(به انگلیسی: Canistota) شهری در ایالت داکوتای جنوبی کشور ایالات متحده آمریکا است که جمعیت آن در سرشماری سال ۲۰۱۰ میلادی، ۶۵۶ نفر بوده‌است.